# دبلیو خرس بزرگ

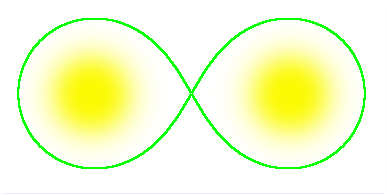
دبلیو خرس بزرگ

دبلیو خرس بزرگ یک ستاره است که در صورت فلکی خرس بزرگ قرار دارد.